# 文晶熙
文晶熙（1976年1月12日—），韓國女演員。

## 演藝簡歷
中學時期，文晶熙學過莎莎舞，並成為一名莎莎舞舞者。後來她也開始擔任莎莎舞老師，同時擁有爵士舞與盤索里兩項舞蹈技能。除此之外，文晶熙也精通韓語、英語與法語三種語言。
文晶熙畢業於韓國藝術綜合大學表演學系，並於1998年以舞台劇《兄弟情仇》出道。在尚未成為實力派演員之前，普遍於電視劇及電影中擔任配角，直至2008年，才於SBS晨間劇《小媳婦與少奶奶》中擔任女主角，並因此拿下生平第一座演技獎項。
2010年，文晶熙被任命為「全球兒童安全組織」的韓國親善大使。
2012年，文晶熙與金明民搭檔演出商業片《鐵線蟲》，其於該劇的演技廣受好評，並因此拿下了第33屆青龍電影獎女配角獎。後來其主演之電影《捉迷藏》、《Cart》與電視劇《媽媽》皆廣獲好評，演技也獲得許多讚賞與入圍肯定，因此奠定了她的演技實力。

## 影視作品

### 電視劇
- 2004年：MBC《Best劇場（朝鲜语：MBC 베스트극장）－影子遊戲》飾演 明兒
- 2004年：MBC《愛情的悸動》飾演 姐姐
- 2005年：KBS《Drama City（朝鲜语：KBS 드라마시티）－爸爸交钱吧》飾演 韓瑪莉
- 2005年：MBC《辛旽》飾演 惠妃李氏
- 2006年：SBS《戀愛時代》飾演 鄭幼晴
- 2006年：MBC《Best劇場－你不能是姐夫的五萬多種理由》飾演 羅瑩珠
- 2006年：SBS《獨身天下（朝鲜语：독신천하）》飾演 徐慧蓁
- 2006年：SBS《戀人》飾演 尚澤的妻子
- 2007年：KBS《幸福的女人》飾演 李知淑
- 2007年：MBC《空港城市》飾演 徐明友
- 2008年：SBS《我的甜蜜都市》飾演 南由姬
- 2008年：SBS《小媳婦與少奶奶》飾演 李純真
- 2009年：KBS《千秋太后》飾演 文和王后金芙蓉
- 2009年：SBS《父親的家》飾演 李璇莘
- 2010年：SBS《Oh My Lady》飾演 韓正雅
- 2010年：KBS《Drama Special－心靈的苦楚》飾演 尹善瑩
- 2011年：KBS《相信愛》飾演 金英姬
- 2011年：SBS《千日的約定》飾演 張明熙
- 2011年：KBS《只有你》飾演 車如映
- 2012年：KBS《Drama Special－靜止的相片》飾演 徐恩秀
- 2013年：JTBC《老大》飾演 朴靜心（客串）
- 2014年：MBC《媽媽》飾演 徐智恩
- 2015年：MBC《甜蜜殺氣的家族》飾演 金恩鈺
- 2019年：SBS《VAGABOND》飾演 Jessica Lee
- 2020年：JTBC《天氣好的話，我會去找你》飾演 沈明如
- 2020年：JTBC《雙甲路邊攤》飾演 玄玉（特別演出）
- 2020年：OCN《Search》飾演 金多情
- 2021年：OCN《Times》飾演 金英珠
- 2024年：Netflix《The 8 Show》飾演 文貞

### 電影
- 2001年：《希望我也有個妻子（朝鲜语：나도 아내가 있었으면 좋겠다）》飾演 女行員
- 2001年：《照顧貓咪（朝鲜语：고양이를 부탁해）》飾演 隊長
- 2001年：《狗窩在哪》（短片）
- 2002年：《三更》飾演 賢珠
- 2003年：《女高怪談3－斷魂梯》飾演 舞蹈老師
- 2004年：《風的傳說（朝鲜语：바람의 전설 (2004년 영화)）》飾演 智妍
- 2004年：《下流人生（朝鲜语：하류인생）》飾演 洪秀菲
- 2005年：《我和我的女友（朝鲜语：파랑주의보）》飾演 順任／順任的女兒
- 2006年：《野獸（朝鲜语：야수 (2006년 영화)）》飾演 尹正敏
- 2006年：《強敵（朝鲜语：강적）》飾演 女歌手
- 2007年：《射擊（朝鲜语：쏜다）》飾演 萬秀妻 韓景順
- 2009年：《黑色咖啡館》飾演 美妍1號
- 2010年：《麻煩終結者（朝鲜语：해결사 (2010년 영화)）》飾演 吳景晨
- 2011年：《對不起，謝謝你（朝鲜语：미안해, 고마워）》飾演 成年的寶恩（特別演出）
- 2012年：《弦之歌》飾演 晏華
- 2012年：《鐵線蟲入侵》飾演 慶順
- 2013年：《捉迷藏》飾演 珠熙
- 2013年：《60萬次的嘗試（朝鲜语：60만번의 트라이）》（旁白）
- 2014年：《出租老爸（朝鲜语：아빠를 빌려드립니다）》飾演 智秀
- 2014年：《失業女王聯盟》飾演 李惠美
- 2016年：《潘朵拉》飾演 正慧
- 2017年：《七年之夜（朝鲜语：7년의 밤 (영화)）》飾演 姜恩珠（特别出演）
- 2018年：《七罪追緝令》飾演 金秀敏檢察官（友情出演）
- 2020年：《我死去的那天》飾演 正美
- 2021年：《限制》飾演 徐惠珍
- 2023年：《露梁：死亡之海》飾演 方氏夫人
- 2024年：《遠徵別墅》饰演 申惠[2]
- 2025年：《终极对弈》饰演 郑美花

## 提名&獲獎列表
| 年度 | 大獎                       | 獎項                          | 作品                                | 結果 |
| ---- | -------------------------- | ----------------------------- | ----------------------------------- | ---- |
| 2008 | SBS演技大賞                | PD賞                          | 《我的甜蜜都市》 《小媳婦與少奶奶》 | 獲獎 |
| 2009 | 亞洲拉丁文化節             | 終身成就獎                    | 不適用                              | 獲獎 |
| 2009 | KBS演技大賞                | 女配角獎                      | 《千秋太后》                        | 獲獎 |
| 2011 | KBS演技大賞                | 女配角獎                      | 《相信愛》 《只有你》               | 提名 |
| 2012 | 第49屆大鐘賞               | 女配角獎                      | 《鐵線蟲》                          | 提名 |
| 2012 | 第33屆青龍電影獎           | 女配角獎                      | 《鐵線蟲》                          | 獲獎 |
| 2012 | KBS演技大賞                | 獨幕劇優秀女子演技賞          | 《靜止的相片》                      | 提名 |
| 2013 | 第49屆百想藝術大賞         | 電影類 女子配角賞             | 《鐵線蟲》                          | 提名 |
| 2013 | 第50屆大鐘獎               | 女子最優秀演技賞              | 《捉迷藏》                          | 提名 |
| 2013 | 第34屆青龍電影獎           | 女子最優秀演技賞              | 《捉迷藏》                          | 提名 |
| 2014 | 第50屆百想藝術大賞         | 電影部門 女子最優秀演技賞     | 《捉迷藏》                          | 提名 |
| 2014 | 第三屆大田電視劇節         | 中篇電視劇 女子優秀演技賞     | 《媽媽》                            | 提名 |
| 2014 | 第22屆大韓民國文化演藝大賞 | 電影部門 女子最優秀演技賞     | 《出租老爸》                        | 獲獎 |
| 2014 | 第34屆黃金攝影賞           | 評審委員特別賞                | 《捉迷藏》                          | 獲獎 |
| 2014 | MBC演技大賞                | 特別企劃部門 女子最優秀演技賞 | 《媽媽》                            | 提名 |
| 2015 | 第51屆百想藝術大賞         | 電影部門 女子配角賞           | 《Cart》                            | 提名 |
| 2015 | 第51屆百想藝術大賞         | TV部門 女子最優秀演技賞       | 《媽媽》                            | 提名 |
| 2015 | 第51屆百想藝術大賞         | TV部門 女子人氣賞             | 《媽媽》                            | 提名 |
| 2015 | 第24屆釜日電影獎           | 女配角賞                      | 《Cart》                            | 獲獎 |
| 2015 | 第36屆青龍電影獎           | 女配角賞                      | 《Cart》                            | 提名 |
| 2015 | MBC演技大賞                | 迷你劇部門 女子最優秀演技賞   | 《甜蜜殺氣的家族》                  | 提名 |
| 2019 | SBS演技大獎                | 女子配角賞                    | 《VAGABOND》                        | 獲獎 |
| 2019 | SBS演技大獎                | 團體配角賞                    | 《VAGABOND》                        | 提名 |

## 外部連結
- 文晶熙在互联网电影资料库（IMDb）上的資料（英文）
- 文晶熙的Instagram帳戶
- 文晶熙的X（前Twitter）